# José Mascaró y Capella
José Mascaró y Capella (n. Barcelona; 1838 - f. 1905) fue un médico español.

## Trayectgoria
Estudió medicina en la Universidad de Barcelona donde se graduó en 1861. Fue nombrado ayudante de cátedra y no tardó en señalarse por sus dotes clínicas, especialmente en la especialidad de obstetricia. Visitó la mayor parte de hospitales y colegios de Europa y se ocupó activamente de cuestiones de sanidad pública. Ocupó los cargos de subdelegado de Sanidad y de inspector provincial de la misma, obteniendo la cruz de la Orden Civil de la Beneficencia por sus servicios cuando el cólera de 1885. La parte más brillante y fecunda de su actividad médica fue, sin embargo, la obstetricia, la ginecología y la pediatría, siendo el práctico de mayor celebridad de su época en Barcelona.

## Reconocimientos
Fue socio de número de la Real Academia de Medicina de Barcelona y de la Academia Médico-Quirúrgico-Matritense. Ocupó la presidencia del Ateneo Barcelonés de 1894 a 1895 y obtuvo la gran cruz de la Orden de Isabel la Católica en 1899. 
También fue nombrado comendador de la Orden de Carlos III, lo propio que los honores de jefe de Administración Civil.

## Obra
Se le deben las siguientes publicaciones:
- La lactancia mercenaria en relación con la mortalidad infantil
- El divorcio de la Medicina y el Estado, sus causas y remedios
- Discurso inaugural de la Real Academia de Medicina de Barcelona
- Discurso inaugural del Ateneo Barcelonés